# Frikvarter (tegnefilmserie)
 For alternative betydninger, se Frikvarter (flertydig). (Se også artikler, som begynder med Frikvarter)
Frikvarter (Recess) er en amerikansk tegnefilmserie produceret af Walt Disney Television animation. Denne serie handler om Theodore Jasper Detweiler (alias T. J) og hans venner, Gus Griswald, Mikey Blumberg, VinceLaSalle, Gretchen Grundler og Ashley Funicello Spinelli (alias Spinelly). Serien vises på Disney XD og Toon Disney.

## Danske stemmer
- T.J – Sebastian Jessen
- Spinelli – Amalie Ihle Alstrup
- Mikey – Benjamin Hasselflug
- Gus – Lukas Forchhammer
- Vince – Mathias Klenske
- Gretchen – Sara Poulsen
- Randall – Philip Correll Hansen
- Menlo – Sune Hundborg
- Prickly – Esper Hagen
- Frøken Finster – Vibeke Dueholm
- Grotke – Pauline Rehné
- Ashley A – Sasia Mølgård
- Ashley B – Amalie Mathisson Dollerup
- Ashley T – Annette Heick
- Ashley Q – Annevig Schelde Ebbe
- Lawson – Andreas Nicolet
- Hank – Jens Jacob Tychsen
- Kong Bob – Simon Stenspil

Øvrige stemmer:
- Mikkel Christensen
- Niclas Mortensen
- Peter Røschke
- Søren Ulrichs